# Joana Santamans
Joana Santamans (Barcelona, 1977) és una pintora i il·lustradora catalana.
Tot i ser nascuda a Barcelona, on viu en l'actualitat, Joana Santamans va créixer a Esparreguera, a l'ombra de Montserrat i està molt lligada al paisatge d'els Hostalets de Pierola. En la seva obra plàstica es fa palesa aquesta combinació entre el cosmopolitisme del món urbà amb el contacte amb la natura.
Va cursar Disseny i Art a l'Escola EINA de Barcelona i es va seguir formant a Londres i Nova York. Després de treballar en diversos estudis de disseny es va poder establir pel seu compte. La seva participació en projectes molt diversos, l'han fet dominar un gran ventall d'estils diferents, des de la pintura mural, el graffiti i la il·lustració, fins a la pintura sobre tota mena de suport, especialment objectes trobats. Les seves obres s'han pogut veure en ciutats com Màlaga, Oporto, València o San Francisco.
L'any 2016 va presentar el seu primer llibre d'il·lustracions: VIDA. Bestiari il·lustrat per Joana Santamans, amb textos d'Ernest Santamans. El llibre inclou dibuixos d'uns 100 animals diferents, ordenats en quatre grups: ocells, papallones, altres insecte i criatures marines. Les seves obres ofereixen una mirada profunda a la natura que ens rodeja a tots i en especial a la figura femenina.